# Dante Leverock
Dante Leverock (ur. 4 listopada 1992 w Paget Parish) – bermudzki piłkarz, grający na pozycji obrońcy. Zawodnik polskiego Radomiaka Radom. Kapitan reprezentacji Bermudów. Zdobywca pierwszego w historii gola dla Bermudów na Złotym Pucharze CONCACAF.

## Kariera klubowa
Dante Leverock jest wychowankiem Dandy Town Hornets F.C. Na początku kariery grał w angielskich, amerykańskich i bermudzkich klubach. W 2018 roku przeniósł się do estońskiego JK Narva Trans. Rok później grał w irlandzkim Sligo Rovers F.C. Od lutego 2020 roku reprezentuje barwy polskiego Radomiaka Radom.

## Kariera reprezentacyjna
W pierwszej reprezentacji Bermudów zadebiutował 8 marca 2015 w meczu przeciwko Grenadzie.
Został powołany na Złoty Puchar CONCACAF 2019 jako kapitan. W meczu z Haiti zdobył bramkę, która była pierwszym golem dla Bermudów w historii tego turnieju.
| #  | Data                 | Miejsce                                         | Rywal        | Bramka | Wynik | Rozgrywki                                     |
| -- | -------------------- | ----------------------------------------------- | ------------ | ------ | ----- | --------------------------------------------- |
| 1. | 25 marca 2015        | Thomas Robinson Stadium, Nassau, Bahamy         | Bahamy       | 1–0    | 5–0   | Eliminacje do Mistrzostw Świata 2018          |
| 2. | 12 października 2018 | Stadion Narodowy, Hamilton, Bermudy             | Sint Maarten | 10–0   | 12–0  | Eliminacje do Ligi Narodów CONCACAF 2019/2020 |
| 3. | 16 czerwca 2019      | Stadion Narodowy Kostaryki, San José, Kostaryka | Haiti        | 1–0    | 1-2   | Złoty Puchar CONCACAF 2019                    |
| 4. | 19 listopada 2019    | Estadio Nemesio Díez, Toluca, Meksyk            | Meksyk       | 1–0    | 1–2   | Liga Narodów CONCACAF 2019/2020               |

## Życie prywatne
Jest kuzynem piłkarza grającego m.in. w MLS, Khano Smitha.